# Haltepunkt (Waffentechnik)
Mit dem Haltepunkt wird beim Schießen die Abweichung vom tatsächlichen Ziel korrigiert. Diese Abweichung kann bspw. durch Dejustierung von Waffe und Zieleinrichtung, Streuung oder auch Wettereinflüsse wie Wind zustande kommen.
Der Haltepunkt ist dabei ein gedachter Punkt, auf den das Auge des Schützen über die Visiereinrichtung blickt, um das eigentliche Ziel zu treffen. Die Visiereinrichtung kann dabei sowohl Kimme und Korn, ein Zielfernrohr oder auch technische Visiermarken wie Infrarot-Zielfernrohr oder Wärmebildgerät sein.
Die sogenannte Visierlinie wird dabei allerdings nicht nur durch die Waffe beeinflusst, sondern auch durch Eigenheiten des Schützen wie Schielen, Haltung der Waffe etc.

## Ermittlung des Haltepunktes
Die Ermittlung eines persönlichen Haltepunktes für einen Schützen mit einer bestimmten (Hand-)Waffe ist zum Treffen sehr wichtig. Bei größeren Waffensystemen wie der Bordkanone des Leopard 2 wirken sich die Eigenheiten des Schützen bedeutend weniger aus.
Die Ermittlung eines Haltepunktes kann erfolgen, indem man mit einer Waffe mehrere Schüsse mit dem gleichen Haltepunkt und gleichen Visiereinstellungen auf Zielmitte abgibt. Aus dem mittleren Treffpunkt dieser Schüsse kann dann der Haltepunkt ermittelt werden. Trifft ein Schütze einheitlich oben links, müsste er mit dieser Waffe als Haltepunkt unten rechts wählen oder die Waffe nachjustieren. Fehler des Schützen kann man durch Schießen mit mehreren Personen ermitteln. Streut ein Schütze die Treffer über oder um das Ziel, kann man von schwerwiegenden Schießfehlern oder einem Defekt der Waffe ausgehen.
Bei der Wahl eines konkreten Haltepunktes muss der Schütze – mitunter auch während des Schießens – folgende Dinge berücksichtigen:
- den Unterschied zwischen Zielentfernung und Visierentfernung (beispielsweise bei schnellen Zielwechseln),
- die Bewegung eines Ziels, um entsprechenden Vorhalt in Bewegungsrichtung zu geben,
- Wettereinflüsse,
- Abweichungen der Waffe (Streuung),
- Größe und Verwundbarkeit des Ziels.

Der Vorhalt muss bei der Wahl des Haltepunkts berücksichtigt werden, um beispielsweise eine Querbewegung des Zieles während der Flugzeit des Geschosses auszugleichen. Während man im Regelfall bei bewegten Zielen die Waffe dem Vorhalt entsprechend vor dem Ziel in Bewegungsrichtung mitrichtet, kann man bei Streuwaffen wie einem Maschinengewehr den Haltepunkt wählen und das Ziel anschließend in das Feuer einer Geschossgarbe laufen lassen. Bei solchen automatischen Waffen muss zudem berücksichtigt werden, dass eine Geschossgarbe ohne Lafettierung durch die Bauweise der Waffe meist auswandert.
Bei der Verbesserung des Haltepunktes während des Schießens kann der Schütze die Beobachtung der Wirkung im Ziel heranziehen, oder bei fehlender Beobachtung absichtlich vor das Ziel (in den Boden) schießen, um anschließend den Haltepunkt anzupassen. Solche Hilfsmittel können notwendig sein, wenn im Zielgebiet beispielsweise andere Windverhältnisse herrschen.

## Anwendung
Wie oben erwähnt entsteht der Haltepunkt aus den Eigenschaften der Waffe, des Schützen und den Umgebungsbedingungen. Für Schützen ist es wichtig, diese drei Bestandteile genau zu kennen, da sie – zumindest was die Umgebungseinflüsse betrifft – nicht durch Justieren korrigiert werden können:
- Jäger müssen sich mit der eigenen Waffe auf Wind und Schussentfernung einstellen,
- Polizisten und Soldaten müssen in Kampfsituationen auch mit fremden Waffen präzise treffen können.